# Goldried Quintett
Goldried Quintett var en österrikisk folkmusikgrupp från Matrei i Östtyrolen. Kvintetten startade 1980 och lade ner sin verksamhet 31 december 2012.